# Northeast Cay (Spratly-Inseln)
Northeast Cay, auch bekannt als Parola Island, ist eine der Spratly-Inseln im Südchinesischen Meer.
Die Insel hat eine Landfläche von 12,7 Hektar und ist damit die fünftgrößte der natürlich vorkommenden Inseln der Spratly-Inseln. Die Insel ist von den Philippinen besetzt und sie unterhalten dort einen kleineren Militärstützpunkt. Sie ist Teil des North Danger Reef.
Sie liegt 2,82 km nördlich der von Vietnam besetzten Southwest Cay und ca. 45 km nordwestlich der von den Philippinen besetzten Insel Thitu. Die Insel wird auch von der Volksrepublik China, der Republik China und Vietnam beansprucht.